# Landsting
Landsting (duń. Landstinget) – do połowy XX wieku pierwsza izba duńskiego parlamentu. Parlament powstał wraz z podpisaniem konstytucji 5 czerwca 1849, by ograniczyć absolutną władzę monarchy. Drugą, identyczną izbą był Folketing. Po podpisaniu konstytucji w 1953 Folketing stał się samodzielną izbą parlamentu wykonującą wszystkie jego zadania.

## Uprawnienia
Obie izby parlamentu były uprawnione do projektowania ustaw i ich zatwierdzania, co prowadziło do ciągłych konfliktów. Folketing miał prawo pozywać urzędników państwowych o nadużycia władzy lub zdradę. Sąd Najwyższy składał się z Højesteret oraz z wybranych członków Landstingu. W historii tej izby pozwanych zostało przez Folketing sześć osób.

## Wybory
Tuż po roku 1849 Landsting składał się z 51 członków. Każdy z nich musiał mieć minimum 40 lat, dochody powyżej 1200 talarów rocznie i płacić składki wynoszące 200 talarów. Członków Landstingu wybierało zgromadzenie elektorów raz na osiem lat.
Tylko jedna siódma dorosłych mieszkańców Danii miała prawa wyborcze; kobiety, nędzarze, słudzy, byli więźniowie i bankruci byli wyłączeni z wyborów. 
System parlamentarny w Danii był wielokrotnie reformowany: po wojnie duńsko-niemieckiej, w 1863 roku, następnie w 1866 reforma zwiększyła liczbę miejsc w Landstingu do 66. Spośród nich 12 było wybieranych dożywotnio przez króla. Jeden poseł pochodził z Wysp Owczych, pozostałych 53 było – jak poprzednio – wybieranych w pośrednim głosowaniu (przez elektorat): spośród nich 7 musiało pochodzić z Kopenhagi, 1 z Bornholmu, pozostali z reszty części państwa.
Reforma z roku 1915 podniosła liczbę miejsc w izbie do 72. Zamiast mianowania przez króla, część członków – w liczbie 18 – wybierał ustępujący parlament. W latach 1920–1953 pierwsza izba parlamentu składała się z 76 posłów.